# 祝い酒
「祝い酒」（いわいざけ）は、1988年4月26日に発売された坂本冬美の3枚目のシングル曲で、昭和時代としては最後のシングルとなった。

## 概要
- 第30回日本レコード大賞・金賞（大賞ノミネート）受賞曲。
- 坂本自身同曲のロングセラーにより、1988年末の「第39回NHK紅白歌合戦」へ初出場を果たした。
- その後もNHK紅白歌合戦では、2006年末の「第57回」、2015年末の「第66回」、2019年末の「第70回」（〜祝!令和バージョン〜として）と、合計4回歌唱披露されている。
- 坂本のシングル・セールスでは、2009年1月の「アジアの海賊／また君に恋してる」に次ぐヒット曲である（オリコンチャート・売上33.5万枚）。

## 収録曲
1. 祝い酒
  - 作詞：たかたかし／作曲：猪俣公章／編曲：小杉仁三
2. 帰りの連絡線
  - 作詞：池田充男／作曲：猪俣公章／編曲：小杉仁三